# Саламис (линеен кораб, 1914)
Саламис (на гръцки: Σαλαμίς) е линеен кораб гръцкия флот, заложен в Германия на 23 юли 1913 г. Гръцкото правителство разчита, че корабът ще влезе в строй не по-рано от 1915 г. и ще бъде противовес на турските дредноути „Султан Осман I“ и „Решадие“.

## История на кораба
До залагането му са разгледани три варианта за компоновката на линкора и гърците избират като най-подходящ третия вариант. Оръдията и бронята са поръчани в САЩ.
Първоначално кораба е планирано са се нарича „Василевс Георгис“.
След началото на Първата световна война недостроеният кораб е конфискуван от Германия, където му е присвоено името „Тирпиц“.
Плановете за дострояването му така и си остават на хартия, а след войната фирмата отново предлага кораба на Гърция. Гърците отказват, макар те, според постановление на съда, все пак трябва да изплатят 30 000 фунта стерлинги.
Корабът си остава собственост на корабостроителницата и в края на 1932 г. е продаден на бременска фирма за разкомплектоване за метал.
356-мм оръдия, които се предполага да бъдат поставени на „Саламис“, са изкупени от Англия от американците и са постановени на мониторите от типа „Абъркромби“.
Поради сравнително неголемите си размери и силното въоръжение „Саламис“ често е наричан „най-малкия в света свръхдредноут“.